# فيل أوكس

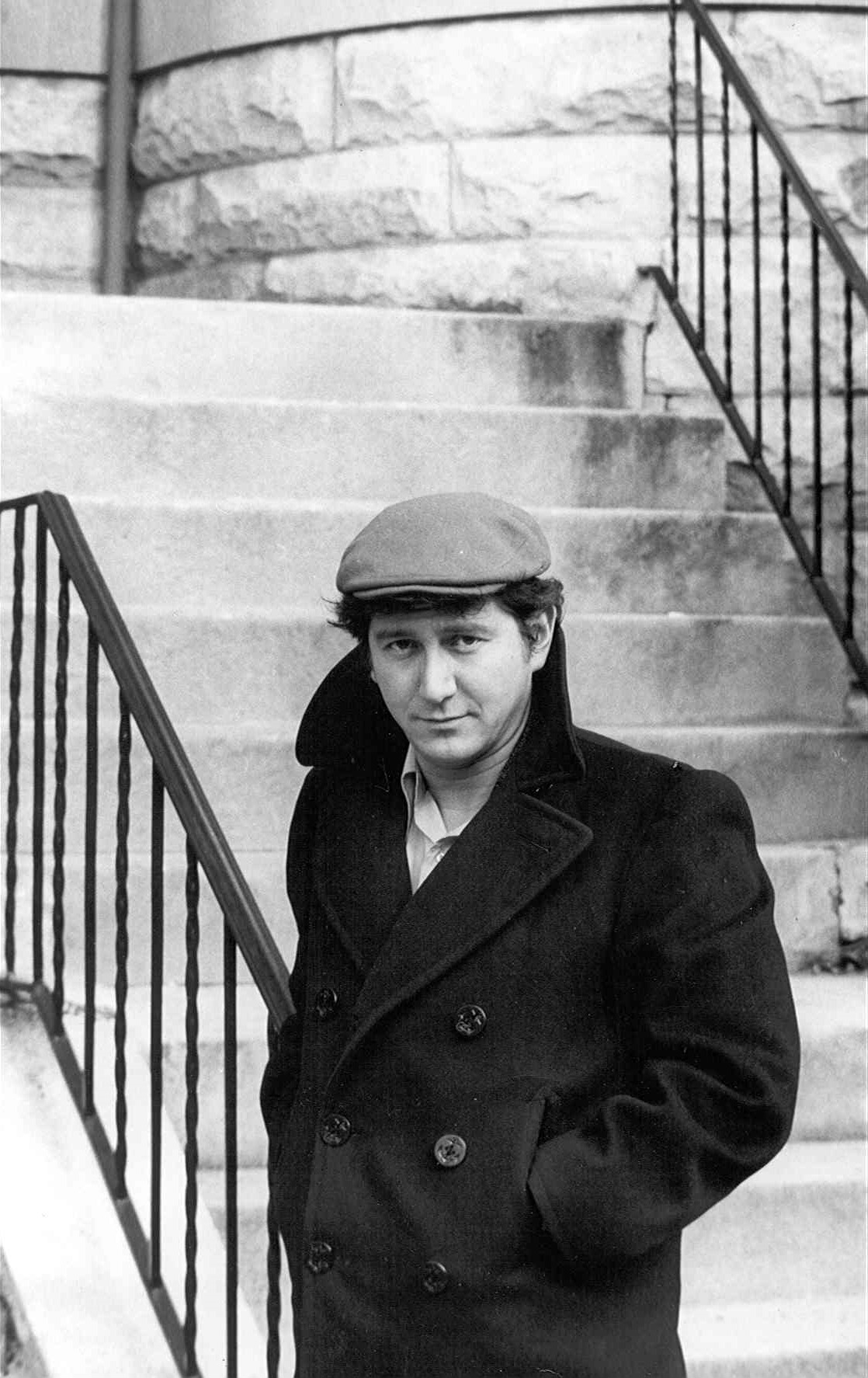
فيل أوكس

كان فيليب ديفيد أوكس (19 ديسمبر 1940- 9 أبريل 1976) شاعرًا غنائيًا أمريكيًا ومغني احتجاجات (أو مغنيًا موضوعيًا، كما يُفضل أن يُسمى). عُرف أوكس بذكائه الحاد، ودعابته الساخرة، ونشاطه السياسي، وكلمات أغانيه المتجانسة غالبًا، وصوته المميز. كتب مئات الأغاني في الستينيات والسبعينيات من القرن الماضي وأطلق ثمانية ألبومات.
قدم أوكس أداء في العديد من الأحداث السياسية في خلال فترة الثقافة المضادة في الستينيات، بما في ذلك معارضة تدخل الولايات المتحدة في حرب فيتنام، وحشود حركة الحقوق المدنية، والأحداث الطلابية، وأحداث العمالة المنظمة على مسار حياته المهنية، بالإضافة إلى الظهور في العديد من الحفلات الموسيقية في أماكن مثل قاعة تاون هول وقاعة كارنيجي في مدينة نيويورك. من الجانب السياسي، وصف أوكس نفسه بأنه «ديمقراطي اشتراكي يساري» صار «ثوريًا مبكرًا» بعد أن قادت احتجاجات المؤتمر الوطني الديمقراطي 1968 في شيكاغو إلى شغب شرطيّ، ما حمل أثرًا عميقًا في حالته العقلية.
بعد سنوات من الكتابة الخصبة في الستينيات، تدهور استقرار أوكس العقلي في السبعينيات. استسلم في آخر الأمر لعدد من المشكلات بما فيها الاضطراب ثنائي القطب والكحوليّة، ومات منتحرًا في 1976.
تضمن المؤثرون في أوكس وودي غوثري، وبيت سيغر، وبودي هولي، وإلفيس بريسلي، وبوب جيبسون، وفارون يونغ، وميرل هاغرد. تضم أشهر أغانيه: «لن أسير بعد الآن»، و«عندما أرحل»، و«تغييرات»، و«الصلب»، و«درافت دودجر راغ»، و«أحبيني، أنا لبرالي»، و«خارج دائرة صغيرة من الأصدقاء»، و«القوة والمجد»، «هناك لكن لأجل الثروة»، و«انتهت الحرب»، و«لا مزيد من الأغاني».

## سيرته

### سنيه الأولى
وُلد فيل أوكس في 19 ديسبمر 1940، في إل باسو، تكساس، لجيكوب (جاك) أوكس، وهو طبيب وُلد في نيويورك في 11 أغسطس 1910، وغيرترود فين أوكس، التي وُلدت في 26 فبراير 1912، في اسكتلندا. التقى والداه وتزوجا في إدنبرة حيث كان جاك يرتاد كلية الطب. انتقلا بعد زواجهما إلى الولايات المتحدة. أُرسل جاك، بعد أن جُند في الجيش، إلى الخارج بالقرب من نهاية الحرب العالمية الثانية، حيث عالج الجنود في معركة الثغرة. أثرت تجربته الحربية على صحته العقلية وتلقى تسريحًا طبيًا مُشرّفًا في نوفمبر 1945. بسبب معاناته الاضطراب ثنائي القطب والاكتئاب عند عودته إلى الوطن، كان جاك عاجزًا عن تأسيس مهنة طبية ناجحة، وبدلًا عن ذلك، عمل في سلسلة من المشافي حول البلاد. نتيجة لذلك، كانت عائلة أوكس تنتقل على نحو متكرر: إلى فار روكاواي، ونيويورك، عندما كان أوكس مراهقًا، ثم إلى بيريسبورغ في غرب نيويورك، حيث درس الموسيقى أول مرة، ثم إلى كولومبوس، أوهايو. ترعرع أوكس مع أخت أكبر منه اسمها سونيا (معروفة باسم سوني، وُلدت في 1937)، وأخ أصغر اسمه مايكل (وُلد في 1943). كانت عائلة أوكس يهودية من الطبقة الوسطى، لكنها لم تكُن متدينة. كان أبوه بعيدًا عن زوجته وأطفاله، وأُدخل المستشفى بسبب الاكتئاب، ثم مات في 30 أبريل 1963 بسبب نزف دماغي. توفيت أمه في 9 مارس 1994.
عندما كان أوكس مراهقًا، نال اعترافًا بأنه عازف كلارينيت موهوب، وفي أحد التقييمات، كتب مدرس موسيقى: «لك إحساس موسيقي استثنائي، وقدرة جزيلة على نقله إلى آلتك». مكنته مهاراته الموسيقية من عزف الكلارينيت مع الأوركسترا في كونسرفاتوار جامعة العاصمة للموسيقى في أوهايو، حيث ارتقى إلى منزلة عازف منفرد رئيس قبل أن يبلغ السادسة عشرة من عمره. على الرغم من أن أوكس كان يعزف الموسيقى الكلاسيكية، سرعان ما صار مهتمًا في نغمات أخرى سمعها على الراديو، مثل أيقونات الروك الأوائل أمثال بودي هولي وإلفيس بريسلي وفناني الموسيقى الريفية بما فيهم فارون يونغ وإرنست تاب وهانك ويليام الأب وجوني كاش. قضى أوكس أيضًا وقتًا طويلًا في السينما. كان يحب بصورة خاصة أبطال الشاشات الكبيرة أمثال جون واين وأودي ميرفي. لاحقًا، طور اهتمامًا بمتمردي الأفلام، بما فيهم مارلون براندو وجيمس دين.

من عام 1956 حتى 1958، كان أوكس طالبًا في أكاديمية ستونتون العسكرية في قضاء فيرجينيا، وعندما تخرج عاد إلى كولومبوس والتحق بجامعة ولاية أوهايو. لعدم سعادته بعد ربعه الأول، أخذ إذن غياب وذهب إلى فلوريدا. في أثناء وجوده في ميامي في عمر الثامنة عشرة، سُجن لأسبوعين لنومه على مقعد في حديقة، وهي حادثة استذكرها لاحقًا قائلًا:
في نقطة ما على امتداد تلك الأيام الخمسة عشر قررتُ الصيرورة كاتبًا. كانت فكرتي الأولى أن أصير صحافيًا... لذا في غمضة عين، قررت أنني سأصير كاتبًا وأتخصص في الصحافة.
عاد أوكس إلى ولاية أوهايو لدراسة الصحافة وطور اهتمامًا بالسياسة صاحبه اهتمام خاص بالثورة الكوبية لعام 1959. في ولاية أوهايو، التقى جيم غلوفر، وهو طالب زميل له كان مدافعًا عن موسيقى الفولك. عرف غلوفر أوكس إلى موسيقى بيت سيغر وودي غوثري وذا ويفرز. علم غلوفر أوكس عزف الغيتار، وكانا يناقشان السياسة. بدأ أوكس بكتابة المقالات الصحفية، غالبًا حول موضوعات متطرفة. عندما رفضت الجريدة الطلابية نشر بعض من مقالاته الأكثر تطرفًا، بدأ جريدته السرية الخاصة المسماة بالكلمة. سرعان ما انمزج اهتماماه الرئيسان: السياسة والموسيقى، وبدأ أوكس بكتابة الأغاني الموضوعية السياسية. شكل أوكس وغلوفر ثنائيًا سُمي «الاشتراكيان المغنيان»، وأُعيد تسميته لاحقًا إلى «المتشردان»، لكن الثنائي انفصل قبل أدائهما الاحترافي الأول وذهب غلوفر إلى مدينة نيويورك ليصير مغنيًا شعبيًا. 
كان والدا أوكس وأخوه قد انتقلوا من كولومبوس إلى كليفلاند، وبدأ أوكس بقضاء المزيد من الوقت هناك حيث كان يقدم عروضًا بصورة احترافية في ناد شعبي محلي اسمه فاراغر باك روم. كان العرض الافتتاحي لعدد من الموسيقيين في صيف 1961، بما فيهم سموذرز بروذرز. التقى أوكس بالمغني الشعبي بوب جيبسون في ذاك الصيف أيضًا، ووفقًا لديف فان رونك، صار جيبسون «التأثير الأصلي» على كتابة أوكس. استمر أوكس في ولاية أوهايو حتى سنته الجامعية الأخيرة، لكنه أُحبط إحباطًا مريرًا إزاء عدم تعيينه رئيس تحرير جريدة الكلية، وترك الجامعة في ربعه الأخير من دون أن يتخرج. غادر قاصدًا نيويورك، كما فعل غلوفر، ليصير مغنيًا شعبيًا.